# Jan Zagers
Jan Zagers, (ou Johannes), né le 20 mars 1931 à Meer et mort le 19 janvier 2022 à Gooreind, est un coureur cycliste belge, professionnel de 1952 à 1962.

## Palmarès

### Palmarès amateur
- 1951
  -  Champion de Belgique sur route militaires
  - 2e étape du Tour de Belgique amateurs
  - 3e du championnat de Belgique sur route amateurs

### Palmarès professionnel
- 1952
  - 2e de la Flèche hesbignonne
  - 5e de Liège-Bastogne-Liège
- 1953
  - 7e de Liège-Bastogne-Liège
- 1954
  - Nokere Koerse
  - Flèche hesbignonne
  - 1re et 6e étapes secteur b du Tour des Asturies
  - 2e de la Flèche des Polders
- 1955
  - 2e d'Anvers-Herselt
- 1956
  - 1re étape d'À travers les Flandres
  - 2e d'Escaut-Dendre-Lys
  - 2e du Circuit de la Gette
  - 10e du Tour des Flandres
- 1957
  - 2e de la Flèche hesbignonne
  - 3e d'Anvers-Liège-Anvers
  - 6e de Liège-Bastogne-Liège
- 1958
  - 1re étape secteur a des Trois Jours d'Anvers (contre-la-montre par équipes)
  - Kessel-Lier
  - 2e de Liège-Bastogne-Liège
  - 2e de Courtrai-Waregem
  - 2e du Circuit des cinq collines
  - 3e du Tour de Belgique
  - 3e du Grand Prix du Brabant wallon
  - 10e de Paris-Roubaix
- 1959
  - 2e du Grand Prix E3
  - 2e du Circuit du Houtland
  - 2e de Courtrai-Waregem
  - 2e du Circuit des cinq collines
  - 3e de la Coupe Sels
  - 6e de Liège-Bastogne-Liège
- 1960
  - 3e du Prix national de clôture
  - 10e de Paris-Bruxelles
- 1961
  - Grand Prix de Saint-Omer
  - 2e d'Anvers-Liège-Anvers
  - 2e du Circuit Mandel-Lys-Escaut
  - 2e de Ransart-Beaumont-Ransart
  - 3e du Tour d'Hesbaye
- 1962
  - 4e de Paris-Bruxelles